# Aleksander Callimachi
Aleksander Callimachi (rum. Alexandru Callimachi; ur. 1737, zm. 1821) – hospodar Mołdawii, w latach 1795–1799, z rodu Callimachi.

## Biografia
Był synem hospodara Jana Teodora Callimachiego. Podczas jego panowania w Mołdawii stała się ona (wskutek nacisków Francji na Imperium Osmańskie) jednym z ośrodków organizowania się emigracji polskiej. Tutaj został zorganizowany oddział Joachima Deniski, który w 1797 wyruszył z Mołdawii z zamiarem wywołania powstania w Polsce, jednak bezskutecznie.
Synem Aleksandra Callimachiego był późniejszy hospodar mołdawski Scarlat Callimachi.